# Bacchisa papuana
Bacchisa papuana är en skalbaggsart. Bacchisa papuana ingår i släktet Bacchisa och familjen långhorningar.

## Underarter
Arten delas in i följande underarter:
- B. p. papuana
- B. p. basiflavipennis